# 有机镁化学
有机镁化学是研究含有镁-碳键的化学分支。有机镁化合物中，镁都以正二价的形式出现。
格氏试剂（Grignard reagent）是最重要的一类有机镁化合物，它由卤代烃和镁在适宜的条件下（如溶剂）反应得到。格氏试剂可以参与一些列有机反应，这些反应都特别重要。分子中含有两个C-MgX结构单元的有机镁化合物被成为“双格氏试剂”。
二烃基镁是另一类有机镁化合物，由镁和二烃基汞反应得到：
Mg + R2Hg → R2Mg + Hg
一些含有C=C双键的化合物可以和镁发生加成反应，如蒽和镁在四氢呋喃于20~60℃反应，可以得到蒽镁，这种化合物和无水的过渡金属卤化物生成的催化剂可以使镁在温和的条件下和氢化合，得到氢化镁。环戊二烯和镁屑在高温下反应，可以得到二茂镁，其茂环上可以发送一系列的有机反应。

## 常见的有机镁化合物
| 化学式      | 名称               | CAS       |
| ----------- | ------------------ | --------- |
| CH3MgCl     | 甲基氯化镁         | 676-58-4  |
| C3H5MgBr    | 烯丙基溴化镁       | 1730-25-2 |
| CH3MgCH3    | 二甲基镁           | 2999-74-8 |
| C2H5MgOC2H5 | 乙基乙氧基镁       |           |
| Mg(C5H5)2   | 二茂镁             | 1284-72-6 |
| C5H5MgBr    | 单环戊二烯基溴化镁 |           |